# Арзамасова, Елизавета Николаевна
Елизаве́та Никола́евна Арзама́сова (род. 17 марта 1995, Москва) — российская актриса театра и кино, певица, телеведущая.

## Биография
Родилась 17 марта 1995 года в Москве. После рождения несколько месяцев жила с родителями на Васильевской улице, затем семья переехала на Покровку. В четыре года начала сниматься в кино. Параллельно занималась в музыкальной студии при ГИТИСе. Её мать Юлия Арзамасова разместила на одном из сайтов фото и резюме дочери. Арзамасова прошла кастинг в Московском театре эстрады и получила главную роль в мюзикле «Энни». В 2004 году Арзамасова на 9-м театральном фестивале «Московские дебюты» была удостоена за эту роль приза зрительских симпатий. В 2005 году дебютировала на сцене Московского академического музыкального театра «Новая Опера» в роли маленькой Анастасии Романовой в опере «Анастасия».
В 2007 году сыграла роль девочки-«Иисуса» в спектакле МХТ им. А. П. Чехова «Человек-подушка» (режиссёр — Кирилл Серебренников).
В 2012 году поступила в Гуманитарный институт телевидения и радиовещания им. М. А. Литовчина (ГИТР) на продюсерский факультет, который окончила с красным дипломом.

### Личная жизнь
С 20 декабря 2020 года замужем за фигуристом и тренером Ильёй Авербухом. 14 августа 2021 года у пары родился сын, которому дали имя Лев. 8 августа 2024 года у пары родилась дочь, которой дали имя Лия.

### Благотворительность
В 2016 году стала попечителем фонда «Старость в радость». Фонд оказывает поддержку пожилым и людям с инвалидностью.
В октябре 2019 года в музее-театре «Булгаковский дом» состоялся спектакль по пьесе Арзамасовой «Кабы я была…», средства от продажи билетов были направлены в фонд «Старость в радость».

## Творчество
Популярность получила после исполнения одной из главных ролей — эрудита и вундеркинда Галины Сергеевны Васнецовой в сериале «Папины дочки» на телеканале «СТС». В 2010 году исполнила роль Джульетты в спектакле «Ромео и Джульетта» на сцене с Филиппом Бледным (Ромео). Первое выступление Арзамасовой состоялось 30 января 2010 г., таким образом, Джульетту она впервые сыграла в возрасте 14 лет. В том же году она спела и снялась в клипе «Я твоё солнце».
В 2012 году Арзамасова озвучивала главную героиню анимационного фильма Disney/Pixar «Храбрая сердцем» Мериду. В 2013 году озвучила Джульетту в фильме 2013 года «Ромео и Джульетта». Озвучила одну из главных героинь анимационного фильма «Angry Birds 2 в кино» Сильвер.
В 2017 году стала лицом канала «СТС Love».

### Роли в театре
| Годы      | Спектакль                              | Роль                          | Дата премьеры в роли | Театр                                                                            | Режиссёр                        |
| --------- | -------------------------------------- | ----------------------------- | -------------------- | -------------------------------------------------------------------------------- | ------------------------------- |
| 2004—2005 | «Энни» (мюзикл)                        | Энни                          | 2 января 2004        | Московский театр эстрады, Московский международный Дом музыки                    | Нина Чусова                     |
| 2005      | «Анастасия» (опера)                    | Анастасия Николаевна          | 8 апреля 2005        | Московский театр «Новая Опера»                                                   | Николай Андросов; Бруно Контини |
| 2007—2009 | «Человек-подушка» (пьеса)              | Девочка-«Иисус»               | 10 мая 2007          | МХТ им. А. П. Чехова                                                             | Кирилл Серебренников            |
| 2010—2018 | «Ромео и Джульетта»                    | Джульетта Капулетти           | 30 января 2010       | Московский драматический театр им. К. С. СтаниславскогоТеатр им. М. А. Булгакова | Сергей Алдонин                  |
| 2011      | «Принцесса Ивонна»                     | Ивонна, принцесса Бургундская | 21 января 2011       | Театр им. Е. Вахтангова                                                          | Владимир Мирзоев                |
| 2011—2012 | «Звуки музыки»                         | Лизль фон Трапп               | 9 октября 2011       | Московский дворец молодёжи                                                       | Евгений Писарев                 |
| 2013—2018 | «Заговор по-английски»                 | Абигайль Черчилль             | 2013                 | Театр им. М. А. Булгакова                                                        | Сергей Алдонин                  |
| с 2013    | «Блэз»                                 | Мари                          | 2013                 | Русская песня (театр)                                                            | Сергей Алдонин                  |
| 2013—2020 | «Камень»                               | Ханна                         | 2013                 | Театр наций                                                                      | Филипп Григорьян                |
| с 2019    | «Ночь её откровений»                   | Джульетта                     | 16 апреля 2019       | Московский Театр Комедии                                                         | Пётр Белышков                   |
| c 2019    | «Через постель»                        | Лиза Арзамасова               | 23 марта 2019        | Театр им. М. А. Булгакова                                                        | Елизавета Арзамасова            |
| с 2019    | «Кабы я была…»                         | Лиза                          | 1 октября 2019       | Театр им. М. А. Булгакова                                                        | Елизавета Арзамасова            |
| 2020—2021 | «Нюрнбергский вальс»                   | Ирина Гагарина                | 20 ноября 2020       | МХАТ Горького                                                                    | Грета Шушчевичюте               |
| 2021—2024 | «Зимние заметки о летних впечатлениях» | Она                           | 3 марта 2021         | Театр наций                                                                      | Елена Невежина                  |
| с 2022    | «Золушка»                              | Золушка                       | 9 декабря 2022       | МХАТ Горького                                                                    | Вячеслав Стародубцев            |
| с 2024    | «Осторожно! Вивальди!»                 | Антонио Вивальди              | 8 марта 2024         | Центральный Дом актёра                                                           | Пётр Главатских                 |

### Фильмография
| Год       |     | Название                                  | Роль                                                        |
| --------- | --- | ----------------------------------------- | ----------------------------------------------------------- |
| 2001      | с   | Линия защиты                              | Маша, дочь начальника милиции                               |
| 2002      | ф   | Ковчег                                    | Маша                                                        |
| 2002      | ф   | Сабина                                    | девочка-сиротка                                             |
| 2003—2004 | с   | Адвокат                                   | Иришка, дочь адвоката                                       |
| 2004      | ф   | Всадник по имени Смерть                   | кукла в театре                                              |
| 2004      | с   | Только ты                                 | Лиза в детстве                                              |
| 2004      | ф   | Рагин                                     | Мотька                                                      |
| 2004      | ф   | Посылка с Марса                           | Лиза, девочка, поющая для Деда Мороза                       |
| 2004      | с   | Место под солнцем                         | Марго                                                       |
| 2004      | с   | Кулагин и партнёры                        | Надя                                                        |
| 2005      | с   | Эшелон                                    | Катя — Котёнок                                              |
| 2005      | с   | Частный детектив                          | Даша, дочь работника милиции                                |
| 2005      | ф   | Возвращение тридцатого                    | Юля                                                         |
| 2006      | ф   | В плену времени                           | Алина                                                       |
| 2006      | с   | Под ливнем пуль                           | Алёнка, дочь генерала                                       |
| 2006      | ф   | Волкодав из рода Серых Псов               | кричащая девочка                                            |
| 2007—2013 | с   | Папины дочки                              | Галина Сергеевна Васнецова, четвёртая дочь                  |
| 2007      | с   | Я сыщик                                   | Марина, дочь сыщика Максимова                               |
| 2007      | ф   | Свои дети                                 | Лада Безуглова                                              |
| 2007      | с   | Взрослая жизнь девчонки Полины Субботиной | Полина в детстве                                            |
| 2008      | ф   | Агентство «Мечта»                         | Лидка                                                       |
| 2009      | ф   | Любовь в большом городе                   | Вера                                                        |
| 2009      | с   | Братья Карамазовы                         | Варвара Снегирёва                                           |
| 2009      | ф   | Поп                                       | Ева                                                         |
| 2009      | ф   | Рябиновый вальс                           | Лена                                                        |
| 2010      | с   | Вышел ёжик из тумана                      | Аля Смирнова                                                |
| 2010      | кор | Бенефис                                   | Аня, поклонница Артиста                                     |
| 2011      | с   | Достоевский                               | Софья Корвин-Круковская                                     |
| 2012      | ф   | Красная Шапочка                           | принцесса                                                   |
| 2014      | ф   | Корпоратив                                | дочь Жанны                                                  |
| 2014      | с   | Бесы                                      | студентка                                                   |
| 2015      | ф   | Мой любимый папа                          | Наташа                                                      |
| 2016      | ф   | 72 часа                                   | Шура                                                        |
| 2016      | ф   | Напарник                                  | Катя                                                        |
| 2016      | ф   | Трепалов и Кошелёк                        | Серафима                                                    |
| 2017      | с   | Осиное гнездо                             | Лера Мальцева, дочь Киры, студентка юрфака                  |
| 2017      | с   | Портрет второй жены                       | Лиза Успенская                                              |
| 2017      | кор | Однажды в Резекне                         | Агне                                                        |
| 2017      | с   | Екатерина. Взлёт                          | Луиза Августа Гессен-Дармштадтская                          |
| 2018      | с   | Сорок розовых кустов                      | Иветта Белопольская                                         |
| 2019      | ф   | Любовницы                                 | Мила                                                        |
| 2019      | с   | Укрощение свекрови                        | Инга Артамонова                                             |
| 2019      | с   | Неоконченный бой                          | Лара                                                        |
| 2019      | ф   | Курьёзы                                   | Лика, Даша, Виолетта, Лиза                                  |
| 2019—2021 | с   | Ивановы-Ивановы (4—5 сезоны)              | Анастасия, аспирантка, возлюбленная Ивана                   |
| 2020      | с   | Руммейт                                   | известная актриса                                           |
| 2020      | ф   | Танкист                                   | Таня Градова                                                |
| 2020      | с   | УГРОза: Трепалов и Кошелёк                | Серафима                                                    |
| 2021      | с   | Некрасивая                                | Маша                                                        |
| 2021      | кор | Две диафрагмы                             | Имя персонажа не указано                                    |
| 2022      | ф   | Проклятый чиновник                        | Катя секретарь                                              |
| 2022      | с   | Анна и тайна ночи                         | Анна Штольман                                               |
| 2022      | ф   | Легенды «Орлёнка»                         | директор лагеря                                             |
| 2023      | с   | Папины дочки. Новые                       | Галина Сергеевна Васнецова, четвёртая дочь Сергея Васнецова |
| 2023      | ф   | Степан Эрьзя. Долгий путь домой           | Имя персонажа не указано                                    |

### Дублирование
| Год  |    | Название               | Роль                             |
| ---- | -- | ---------------------- | -------------------------------- |
| 2012 | мф | Храбрая сердцем        | принцесса Мерида                 |
| 2013 | ф  | Ромео и Джульетта      | Джульетта (роль Хейли Стейнфилд) |
| 2018 | мф | Ральф против интернета | принцесса Мерида                 |
| 2019 | мф | Angry Birds 2 в кино   | Сильвер                          |

### Озвучивание мультфильмов
| Год  |    | Название         | Роль            |
| ---- | -- | ---------------- | --------------- |
| 2012 | мф | Снежная Королева | Дочь разбойницы |
| 2016 | мф | Жить!            | Маша            |

### ТВ

#### Проект «Лёд и пламень»
Проект «Лёд и пламень» на «Первом канале», на котором партнёром Арзамасовой выступил фигурист Максим Ставиский.
| Дата эфира               | Площадка                 | Тема концерта                             | Тема выступления                                                                              | Оценки (тех. / арт.)     | Итоговое место |
| ------------------------ | ------------------------ | ----------------------------------------- | --------------------------------------------------------------------------------------------- | ------------------------ | -------------- |
| 19.09.2010               | лёд                      | Свободная тема                            | «Cirque du Soleil». «Marelle», «La Nouba»                                                     | —                        | —              |
| 1-й этап                 |                          |                                           |                                                                                               |                          |                |
| 26.09.2010               | паркет                   | Музыка мирового кинематографа             | «Romeo + Juliet». Des'ree. «Kissing you»                                                      | 5.94 / 5.96              | 5—6            |
| 03.10.2010               | лёд                      | Танцы народов мира                        | Македония. «Slavi Trifonov». «Jovano, Jovanke!»                                               | 5.92 / 5.92              | 4—5            |
| 2-й этап                 |                          |                                           |                                                                                               |                          |                |
| 10.10.2010               | паркет                   | Мелодии и ритмы прошлого столетия         | гр. «Браво». «Московский бит»                                                                 | 5.98 / 6.00              | 4              |
| 17.10.2010               | лёд                      | Песни советских и российских композиторов | Д. Тухманов, гр. «Москва». «Ночь»                                                             | 6.00 / 6.00              | 1              |
| 3-й этап                 |                          |                                           |                                                                                               |                          |                |
| 24.10.2010               | паркет                   | Музыка отечественного кинематографа       | «Стиляги». В. Цой. «Восьмиклассница»                                                          | 5.96 / 5.96              | 5—6            |
| 31.10.2010               | лёд                      | Зарубежные хиты конца прошлого века       | «Depeche Mode». «Little 15»                                                                   | 5.98 / 5.98              | 2              |
| 4-й этап                 |                          |                                           |                                                                                               |                          |                |
| 07.11.2010               | паркет                   | Латиноамериканские танцы                  | T. Libertad, С. Evora. «Historia de un Amor»                                                  | 6.00 / 5.98              | 6              |
| 14.11.2010               | лёд                      | Дуэты                                     | Надежда Кадышева & Антон Зацепин. «Широка река»                                               | 5.88 / 5.90              | 10—11          |
| 5-й этап                 |                          |                                           |                                                                                               |                          |                |
| 21.11.2010               | паркет                   | Хиты XXI века                             | Eminem & Rihanna. «Love the way you lie»                                                      | 5.90 / 5.90              | 14             |
| 28.11.2010               | лёд                      | Лотерея песен из «ДОстояние РЕспублики»   | М. Цветаева. «Генералам двенадцатого года» гр. «Белый орёл». «Как упоительны в России вечера» | 5.84 / 5.96              | 14             |
| Финальный этап           |                          |                                           |                                                                                               |                          |                |
| 05.12.2010               | паркет                   | Мюзиклы                                   | «Les Dix Commandements». «Mon frère»                                                          | 5.98 / 5.98              | 5              |
| 12.12.2010               | лёд                      | Легенды мировой музыки                    | «Scorpions». «Maybe I, maybe you»                                                             | 6.00 / 6.00              | 2—3            |
| 19.12.2010               | паркет                   | Свободная тема                            | Katie Melua. «Piece by Piece»                                                                 | 6.00 / 6.00              | 1—2            |
| 26.12.2010               | лёд                      | Свободная тема                            | «Secret Garden». «Searching for the Past» С. Есенин. «Мне осталась одна забава»               | 6.00 / 6.00              | 1—2            |
| Финальный гала-концерт   |                          |                                           |                                                                                               |                          |                |
| 02.01.2011               | лёд                      | Лучшие номера проекта                     | М. Цветаева; «Белый орёл». «Как упоительны в России вечера»                                   | —                        | —              |
| Итоговое место в проекте | Итоговое место в проекте | Итоговое место в проекте                  | Итоговое место в проекте                                                                      | Итоговое место в проекте | 2              |

### Синглы
| Год  | Название        |
| ---- | --------------- |
| 2010 | «Я твоё солнце» |
| 2012 | «Предвкушение»  |

### Клипы
| Год  | Название        |
| ---- | --------------- |
| 2010 | «Я твоё солнце» |
| 2012 | «Предвкушение»  |

## Чарты
«Russian Airplay Chart»:
| Песня           | Место |
| --------------- | ----- |
| «Я твоё солнце» | 253   |

## Призы и награды
| Год  | Мероприятие                                                                                   | Награда                                  | За что                                                                     |
| ---- | --------------------------------------------------------------------------------------------- | ---------------------------------------- | -------------------------------------------------------------------------- |
| 2001 | «World Championships of Performing Arts» (Всемирный чемпионат исполнительских видов искусств) | Серебряная медаль в номинации            | Демонстрация театрального костюма (в возрастной категории — моложе 10 лет) |
| 2001 | «World Championships of Performing Arts» (Всемирный чемпионат исполнительских видов искусств) | Золотая медаль в номинации               | Оригинальный вокал (в возрастной категории — моложе 10 лет)                |
| 2004 | IX Театральный Фестиваль «Московские Дебюты»                                                  | Приз Зрительских симпатий                | Роль Энни в одноимённом мюзикле                                            |
| 2006 | XIV Международный Детский фестиваль «Артек»                                                   | Диплом «За талантливую актёрскую работу» | Роль в фильме «В плену времени».                                           |
| 2006 | IV Фестиваль отечественного кино «Московская премьера»                                        | Приз за лучшую детскую роль              | Роль в фильме «В плену времени».                                           |
| 2009 | VII Международный кинофестиваль «Меридианы Тихого океана»                                     | Приз имени актёра Юла Бриннера           | Как самой многообещающей молодой актрисе                                   |
| 2014 | XII фестиваль кино и театра «Амурская осень»                                                  | Приз за лучшую женскую роль              | Роль Мари в спектакле «Блэз»                                               |